# 特里格罗斯
特里格罗斯，是西班牙安达卢西亚自治区韦尔瓦省的一个市镇。总面积118平方公里，总人口7203人（2001年），人口密度61人/平方公里。